# Philipp Schall von Bell
Philipp Schall von Bell (ur. ?, zm. 1560 w Moskwie) – ostatni wielki marszałek zakonu krzyżackiego w Inflantach w latach 1558–1560. Uczestnik wojen inflanckich.

## Życiorys
Nie wiadomo kiedy i gdzie się urodził. Istnieją przypuszczenia, że pochodził z Westfalii. Do zakonu wstąpił ok. 1540, a już w 1541 został Wielkim Szafarzem Zakonu (urzędnikiem odpowiedzialnym za handel). W 1545 został awansowany na wicekomtura (tzw. Housekomtur) Rygi. W 1551 objął stanowisko komtura Alūksne.
Gdy w 1558 wybuchła wojna z Rosją, dając początek kilkunastoletnim tzw. wojnom inflanckim, von Bell został mianowany wielkim marszałkiem Zakonu. W 1560 wojska rosyjskie w sile 12 tys. ruszyły na strategicznie ważną twierdzę w Felinie (ob. Viljandi). Von Bell nie chcąc dopuścić do utraty twierdzy zdecydował się na zaatakowanie Rosjan – doszło do bitwy pod Ērģeme, ostatniej walnej bitwy w historii zakonu. Wielokrotnie większe siły rosyjskie (których wielki marszałek się nie spodziewał) rozgromiły zgrupowanie krzyżaków zadając im dotkliwe straty. Sam Philipp Schall von Bell wraz z kilkuset ocalałymi dostał się do niewoli.
Jako jeniec został wraz z innymi wysokimi rangą więźniami przewieziony do Moskwy. Wobec swojej nieustępliwości (car Iwan IV Groźny domagał się podporządkowania zakonników Rosji) wraz z bratem – Wernerem – oraz trzema innymi więźniami został stracony a ich zwłoki zbezczeszczono. Według innej wersji na śmierć skazał ich rosyjski dowódca – książę Wasilij Barbaszyn, za co car miał go pozbawić dowództwa nad armią.
Przebywający wówczas w Rosji jako jeniec biskup Dorpatu, Herman II Wessel, zdołał wyprosić u cara możliwość pochowania straconych poza murami Moskwy w obrządku katolickim. Nagrobek von Bella odkryto w 1823 w rejonie Jakimanka będącego obecnie częścią Centralnego okręgu administracyjnego Moskwy. Szczątki wielkiego marszałka przeniesiono do Muzeum Rumianczewa a następnie na moskiewski Kreml.